# گاردنویل، ویکتوریا
گاردنویل (به انگلیسی: Gardenvale) یک منطقهٔ مسکونی در استرالیا است که در ویکتوریا (استرالیا) واقع شده‌است.